# 英会話タイムトライアル
『英会話タイムトライアル』（えいかいわタイムトライアル）は、NHKラジオ第2放送で2012年4月2日から週5回放送される、1回10分の英語語学番組。NHKネットラジオ らじる★らじるでも配信されている。
NHK英語グランドデザイン「A2」レベル。中学レベルの単語・表現を使い、日常会話をテンポよく行うことを目指す講座。
NHK出版より番組に対応したテキスト（紙、電子書籍）、音声（CD、ダウンロード）が販売されている。

## 概要
それまで放送されてきた「英語5分間トレーニング」に代わる番組である。難しい単語や文法は一切使わず、小・中学校で習う簡単な単語を使って、「タイムトライアル方式」で英会話の瞬発力を高めていく。
この「タイムトライアル方式」は、「SPR（瞬発力）トライアル」と呼ばれる英語の基本文型を集中的に覚える練習と、番組の後半の「対話カラオケ」と呼ばれる役割練習の2本立てで展開される。金曜日はおさらいの意味合いで、その週に取り上げた会話を活用した「対話カラオケ」の拡大版を行う。また、毎月原則として第4週は第3週の再放送で、第5週がある月のみspecial weekとして第4週がある。その場合第4金曜日は、英語の歌を利用した講習が行われる。

## 出演者
- 講師

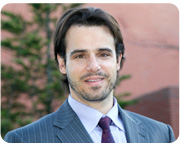
スティーブ・ソレイシィ（番組講師）

  - スティーブ・ソレイシィ(2012年4月 - 現在)
- パートナー
  - ジェニー・スキッドモア(2012年4月 - 2014年9月、2015年1月 - 現在)
  - ハンナ・グレース(2014年10月 - 12月）

## 放送時間
すべてラジオ第2

### 現在の放送時間
2025年度
- 本放送
  - 月 - 金：08時30分 - 08時40分
- 再放送（ラジオ第2放送）
  - 月 - 金：12時15分 - 12時25分
  - 月 - 金：15時15分 - 15時25分
  - 月 - 金：18時25分 - 18時35分
  - 月 - 金：20時35分 - 20時45分
  - 月 - 金：23時00分 - 23時10分
  - 土：07時00分 - 07時50分(5回分)
  - 土：12時10分 - 13時00分(5回分)
- 再放送（NHK-FM）
  - 月 - 金：0時45分 - 0時55分

### 過去の放送時間
2012年度
- 本放送
  - 月 - 金：08時30分 - 08時40分
- 再放送
  - 月 - 金：12時15分 - 12時25分
  - 月 - 金：22時20分 - 22時30分
  - 土：07時00分 - 07時50分(5回分)
  - 日：22時50分 - 23時40分(5回分)

2013年度上期
- 本放送
  - 月 - 金：08時30分 - 08時40分
- 再放送
  - 月 - 金：12時15分 - 12時25分
  - 月 - 金：22時20分 - 22時30分
  - 土：07時00分 - 07時50分(5回分)
  - 土：16時30分 - 17時00分(月 - 水の再放送)
  - 日：23時20分 - 23時40分(木・金の再放送)

2013年度下期
- 本放送
  - 月 - 金：08時30分 - 08時40分
- 再放送
  - 月 - 金：12時15分 - 12時25分
  - 月 - 金：22時20分 - 22時30分
  - 土：07時00分 - 07時50分(5回分)
  - 土：16時30分 - 17時00分(月 - 水の再放送)
  - 日：23時20分 - 24時10分(5回分)

2014年度
- 本放送
  - 月 - 金：08時30分 - 08時40分
- 再放送
  - 月 - 金：12時15分 - 12時25分
  - 月 - 金：22時00分 - 22時10分
  - 土：07時00分 - 07時50分(5回分)
  - 日：23時30分 - 24時20分(5回分)

2015年度 - 2016年度
- 本放送
  - 月 - 金：08時30分 - 08時40分
- 再放送
  - 月 - 金：12時15分 - 12時25分
  - 月 - 金：23時00分 - 23時10分
  - 土：07時00分 - 07時50分(5回分)
  - 日：23時30分 - 24時20分(5回分)

2017年度
- 本放送
  - 月 - 金：08時30分 - 08時40分
- 再放送
  - 月 - 金：12時15分 - 12時25分
  - 月 - 金：18時05分 - 18時15分
  - 月 - 金：23時00分 - 23時10分
  - 土：07時00分 - 07時50分(5回分)

2018年度
- 本放送
  - 月 - 金：08時30分 - 08時40分
- 再放送
  - 月 - 金：12時15分 - 12時25分
  - 月 - 金：18時20分 - 18時30分
  - 月 - 金：23時00分 - 23時10分
  - 土：07時00分 - 07時50分(5回分)

2019年度
- 本放送
  - 月 - 金：08時30分 - 08時40分
- 再放送
  - 月 - 金：12時15分 - 12時25分
  - 月 - 金：18時20分 - 18時30分
  - 月 - 金：23時00分 - 23時10分
  - 土：07時00分 - 07時50分(5回分)
  - 土：14時10分 - 15時00分(5回分)

2020年度-2024年度
- 本放送
  - 月 - 金：08時30分 - 08時40分
- 再放送
  - 月 - 金：12時15分 - 12時25分
  - 月 - 金：18時25分 - 18時35分
  - 月 - 金：23時00分 - 23時10分
  - 土：07時00分 - 07時50分(5回分)

## 放送内容

### 2025年度
世界を巡る力試しの旅
- 2025年04月：「大阪」Welcome to Japan - 私が案内します！
- 2025年05月：「アメリカ（アラスカ）」Refreshing Alaska! - 身につけたい「自然な」英語
- 2025年06月：「カナダ（バンクーバー）」What's Special about Vancouver? - 街の特徴を伝えよう
- 2025年07月：「カナダ（トロント）」It's Your Shift in Toronto! - カナダでお仕事体験！
- 2025年08月：「クロアチア」Once Upon a Time in Croatia - 時代を超えて語り合う
- 2025年09月：「ギリシャ」Fun Philosophy in Greece - ギリシャの哲学、私の哲学

### 2024年度
英語でつながる船の旅
- 2024年04月：「ハワイ」First Stop, Honolulu - 会話の基本の「き」
- 2024年05月：「ニュージーランド」Kiwi Connections - ノリよく乗り降り
- 2024年06月：「フィジー」Communicate with Kids in Fiji - 子どもたちと仲よくお出かけ
- 2024年07月：「タヒチ」Talk the Talk in Tahiti - とっさのひと言
- 2024年08月：「ウェールズ」Ups and Downs in Wales - 気持ちを分かち合う
- 2024年09月：「スコットランド」Dress for Success in Scotland - 自分に似合う表現を着こなす
- 2024年10月：「アイルランド」Cuisine Together in Ireland - 味わい深い料理の会話
- 2024年11月：「アイスランド」Smart Small Talk in Iceland - 世間話から世界のニュースまで
- 2024年12月：「ジャマイカ」Digital Help in Jamaica - IT生活の表現をアップデート
- 2025年01月：「バハマ」"Level Up" in the Bahamas - おしゃれなとっておき表現
- 2025年02月：「トリニーダ・トバゴ」Take the Lead in Trinidad and Tobago - スムーズな会話のバトンタッチ
- 2025年03月：「プエルトリコ」Make Arrangements in Puerto Rico - 飛行機で海外から日本へ戻ろう

### 2023年度
世界横断の旅
- 2023年04月：「スウェーデン」New Places, New Faces - 新天地へ行ってきます！
- 2023年05月：「スウェーデン」Swedish Natural Beauty - 自然について語り合おう
- 2023年06月：「オランダ」Get Around Amsterdam - 海外での移動もスムーズに！
- 2023年07月：「スイス」Say "When" in Switzerland - 簡単に確実に「いつ」を伝える
- 2023年08月：「アメリカ」My First Homestay in the USA - 英語オンリーで生活してみよう
- 2023年09月：「アメリカ」Prepare for Emergencies in Florida - 防災のための英会話
- 2023年10月：「カナダ」Super Friendly Chats in Canada - フレンドリーなやりとりのコツ
- 2023年11月：「メキシコ」Family Fun in Mexico - 家族について教え合おう
- 2023年12月：「シンガポール」At Home English in Singapore - 暮らしまわりの英会話
- 2024年01月：「インド」Rights and Wrongs Around India - ルールを尋ねる、伝える
- 2024年02月：「インド」Climb the Ladder in India - 円滑な仕事のやりとりのコツ
- 2024年03月：「フィリピン」Share Memories in the Philippines - 思い出を語り合おう

### 2022年度
世界の都市めぐり
- 2022年04月：「あいさつ」New Greetings - ロンドンの皆さん、はじめまして
- 2022年05月：「趣味、特技」Your "Likes" - 「好き」が見つかるケンブリッジ
- 2022年06月：「食事」Order, Eat, and Enjoy - 活気あふれるリバプールを味わう
- 2022年07月：「文化、芸術」Enjoy Local Culture - 美しきロンドンとの再会
- 2022年08月：「自分らしい英会話」SPR Summer Special - 夏休みの集中特訓
- 2022年09月：「旅行」Essential Travel - 準備万端、いざシドニーへ
- 2022年10月：「携帯電話」Digital Know How - メルボルンから世界とつながる
- 2022年11月：「健康」Stay Healthy - 健やかな暮らしをブリスベンで
- 2022年12月：「お祝い」Holiday Celebrations - トロントの心温まる聖夜
- 2023年01月：「買い物」Scan It - シアトルでの買い物はスマホ１つで
- 2023年02月：「Ｅラーニング」Digital Learning - シリコンバレーで未来の教育を体験
- 2023年03月：「二刀流の英会話」Year End SPR Challenge - １年間の総まとめ

### 2021年度
バーチャルアメリカ横断
- 2021年04月：「イミグレーション」Arriving in California - アメリカ横断スタート！
- 2021年05月：「ホテル・店の予約」Amazing Arizona - アリゾナ州の世界遺産へ
- 2021年06月：「レストランでの注文」New Experiences in Nevada - ネバダで未知と遭遇！
- 2021年07月：「荷物を送る」Colorful Colorado - 原色の景色をあじわうコロラド州
- 2021年08月：「『もしも』に備える」Wild Wyoming - 野生がいっぱいワイオミング州
- 2021年09月：「食べたいものを伝える」A Taste of Wisconsin - おいしいウィスコンシン州
- 2021年10月：「症状を伝える」Halloween in Illinois - イリノイ州でハロウィーン体験
- 2021年11月：「ショッピング」Shop Around Pennsylvania - 自由の鐘響くペンシルベニア州
- 2021年12月：「目的地に向かう」Next Stop, New York - さあ、ニューヨークへ！
- 2022年01月：「携帯電話」Howdy Texas! - やあ！ようこそテキサス州へ
- 2022年02月：「部屋を借りる」Lively Louisiana - ルイジアナ州で暮らすように過ごす
- 2022年03月：「感染症対策」The Capital, Washington, D.C. - また会う日まで！

### 2020年度
- 2020年04月：Welcome to Japan - 日本へようこそ
- 2020年05月：Getting There! - 乗り方案内
- 2020年06月：Do's & Don'ts - ルールやマナーを上手に伝える
- 2020年07月：House Guests - ようこそわが家へ (2018年7月分再放送[2])
- 2020年08月：Help Somebody - 英語で“お助け”
- 2020年09月：Connecting with Sports - スポーツでつながろう
- 2020年10月：Celebrating - お祝いのひと言
- 2020年11月：News Flash! - はじめての英語ニュース
- 2020年12月：Digital Connections - はじめてのソーシャルメディア
- 2021年01月：Work Together - 職場で使える英会話
- 2021年02月：Love - 愛にまつわる英会話
- 2021年03月：Smart Gadgets - 未来型生活

### 2019年度
- 2019年04月：Stylish Self-Intro's - スマートに自己紹介
- 2019年05月：Getting to Know You - 友だちになろう
- 2019年06月：Your Land, My Land - 私の街はこんな街！
- 2019年07月：Booking & Canceling - 予約とキャンセル
- 2019年08月：Food & Cooking - 料理と食べ物
- 2019年09月：Solving Problems - トラブル解消！
- 2019年10月：Enjoying Sports - スポーツ観戦
- 2019年11月：Be Prepared - 備えよ、常に
- 2019年12月：Theater Experience - 劇場へ行こう
- 2020年01月：Condo Life - はじめての長期滞在
- 2020年02月：Out & About - お出かけしよう
- 2020年03月：Yearly Review - 1年間の総仕上げ

### 2018年度
- 2018年04月：Sudden Chat - 突然の会話でも大丈夫！
- 2018年05月：A Little Help -Shopping- - ちょっとお手伝い 買い物編
- 2018年06月：A Little Help -Sightseeing- - ちょっとお手伝い 観光編
- 2018年07月：House Guests - ようこそわが家へ
- 2018年08月：Fun Fiction - なりきり英会話
- 2018年09月：Hobbies & Interests - 私の好きなこと
- 2018年10月：All-Day English① - 英語で暮らす a.m.編
- 2018年11月：All-Day English② - 英語で暮らす p.m.編
- 2018年12月：Celebrations! - お祝いしましょう
- 2019年01月：Memories - 思い出を語ろう
- 2019年02月：Feeling Good! - 体について伝えよう
- 2019年03月：Yearly Review - 1年間の総仕上げ

### 2017年度
- 2017年04月：Great to meet you! - どうぞよろしく
- 2017年05月：My First ”オモテナシ” まちなか編
- 2017年06月：My First ”オモテナシ” のりもの編
- 2017年07月：My First ”オモテナシ” たべもの編
- 2017年08月：Stay Sharp - 頭の体操 1 2 3
- 2017年09月：Shop 'til you drop - 英語で楽しくお買い物
- 2017年10月：Personalities - 性格や人間関係を表現しよう
- 2017年11月：Say yes Say no - じょうずに伝える Yes と No
- 2017年12月：All dressed up - きょうはなに着る？
- 2018年01月：Plans & Promises - 「これから」を話そう
- 2018年02月：Internet Basics - ネットにまつわる英会話
- 2018年03月：Yearly review - 1年間の総仕上げ

### 2016年度
- 2016年04月：Chat Chance - 出会いがしらの英会話
- 2016年05月：A Little Help - 英語でちょっとお手伝い
- 2016年06月：Travel Basics - 旅の英語キホンのキ
- 2016年07月：Enjoy Traveling - 旅を楽しむ英会話
- 2016年08月：Smart Traveling - これで解決！旅のトラブル
- 2016年09月：Join the Party! - 英語でパーティー 第一歩
- 2016年10月：Time is Easy - 英語で「時」を伝えよう
- 2016年11月：Get in Shape - 英会話で筋力アップ！
- 2016年12月：Nature - 英語で自然を語り合おう
- 2017年01月：World Events - みんなで話そう！世界のできごと
- 2017年02月：Sharing Feelings - 気持ちを分かち合おう
- 2017年03月：Yearly Review - 1年間・総仕上げ

### 2015年度
- 2015年04月：Good First Move - 第一歩を踏み出そう
- 2015年05月：Passenger Conversations - 電車、バス、飛行機で話そう
- 2015年06月：Connecting Families - 家族の話をしよう
- 2015年07月：Vacationing in Hawaii - 楽しい旅の英会話
- 2015年08月：Vacationing Ｍore in Hawaii - 本気の旅の英会話
- 2015年09月：Basic Office English - 仕事の英語キホンのキ
- 2015年10月：Numbers - 会話に使える英語の数字
- 2015年11月：Food Conversations - 食卓彩る英会話
- 2015年12月：Entertainment - 旅先で見て聞いて楽しもう！
- 2016年01月：Explaining - スマートに説明しよう
- 2016年02月：Speak Up - はっきり言おう
- 2016年03月：Yearly Review - 1年間・総仕上げ

### 2014年度
- 2014年04月：Breaking the Ice - 初対面の人と打ち解けよう
- 2014年05月：Developing Rapport - 心近づく会話術
- 2014年06月：Communicating about Cuisine - 召しませ！食の英会話
- 2014年07月：In and Out of Tiny Troubles - 解決！旅の小さなトラブル
- 2014年08月：Use Your Noodle! - 英語で頭の体操
- 2014年09月：School Life - 英語で語ろう学校生活
- 2014年10月：Sudden Calls - 英語の電話怖くない
- 2014年11月：Pleasing Guests - 英語でお客様をおもてなし
- 2014年12月：Party Skills - パーティーで気おくれしない会話術
- 2015年01月：Living Abroad - 体験！ホームステイの英会話
- 2015年02月：Enjoy Life Abroad - ホームステイを楽しもう
- 2015年03月：This Year's Essentials - 1年間を丸ごと凝縮

### 2013年度
2013年度は月曜～水曜を「SPR（会話瞬発力トレーニング）トライアル」、木曜と金曜を「対話カラオケ」に特化した形で講義が行われる。
- 2013年04月：Good First Impressions - 初対面を好印象に
- 2013年05月：All About Me - 「私って……」をうまく表現する
- 2013年06月：Communicating on the Go - 遠くてもばっちり通じる会話力
- 2013年07月：Super Basic Info Skills - 情報伝達のキホンのキ
- 2013年08月：Spice Up Your English - あなたの英語に隠し味を
- 2013年09月：Travel and Talk a Little More - 旅行も会話も楽しく膨らむ
- 2013年10月：In and Out of Trouble - 旅のトラブル予防と対処
- 2013年11月：Figure Out Figures - 英語の数字に強くなろう
- 2013年12月：Being Social - 人づきあいの潤滑油
- 2014年01月：Fixing Broken English - カタコト英語を卒業しよう
- 2014年02月：Family - 家族を語ろう、家族と話そう
- 2014年03月：Mega Mix - 1年間の総仕上げ

### 2012年度
- 2012年04月：Sudden Encounters - 突然の出会い
- 2012年05月：Transportation Conversations - 乗り物、移動に関する会話
- 2012年06月：Customer conversations
- 2012年07月：Imaginary Fun Summer Conversations
- 2012年08月：Conversations with Electronics - 電化製品との対話
- 2012年09月：English school Conversations - 英語学校での会話
- 2012年10月：Telephone skills - 電話でのおしゃべり
- 2012年11月：Fall conversations
- 2012年12月：Holiday cheer
- 2013年01月：HAPPY NEW YEAR!
- 2013年02月：いろいろな“Love”を英語で語ろう！
- 2013年03月：メガミックス